# Michał Piotrowski (hokeista)
Michał Piotrowski (ur. 7 lipca 1981) – polski hokeista, reprezentant Polski.
Jego brat Bartłomiej również został hokeistą.

## Kariera
- Podhale Nowy Targ
- Peoria Mustangs (2000-2001)
- Capital Centre Pride (2001-2002)
- Podhale Nowy Targ (2002-2003)
- Stoczniowiec Gdańsk (2003-2004)
- ASG Angers (2004-2005)
- Cracovia (2005-2006)
- Podhale Nowy Targ (2006)
- Cracovia (2006–2014)

Wychowanek Podhala Nowy Targ. Absolwent NLO SMS PZHL Sosnowiec z 2000. Od 2006 do 2014 zawodnik Cracovii. Po sezonie 2013/2014 zakończył karierę zawodniczą.
W trakcie kariery zyskał pseudonim Mentwol.

## Sukcesy
Klubowe
- Złoty medal mistrzostw Polski (5 razy): 2006, 2008, 2009, 2011, 2013 z Cracovią
- Srebrny medal mistrzostw Polski (2 razy): 2010, 2012 z Cracovią
- Brązowy medal mistrzostw Polski (1 raz): 2007 z Cracovią
- Puchar Polski (1 raz): 2013 z Cracovią

Indywidualne
- Mistrzostwa Świata Juniorów w Hokeju na Lodzie 2001/I Dywizja:
  - Pierwsze miejsce w klasyfikacji asystentów turnieju: 5 asyst[5]
  - Drugie miejsce w klasyfikacji kanadyjskiej turnieju: 8 punktów[6]
- Puchar Polski w hokeju na lodzie (2013/2014):
  - Najlepszy zawodnik meczu finałowego w drużynie Cracovii